# Doliops ismaeli
Doliops ismaeli är en skalbaggsart som beskrevs av Antonio Vives 2005. Doliops ismaeli ingår i släktet Doliops och familjen långhorningar.
Artens utbredningsområde är Filippinerna. Inga underarter finns listade i Catalogue of Life.